# Charlie (album)
Pour les articles homonymes, voir Charlie.
Albums de Melt-Banana
Scratch or Stitch
(1995) MxBx 1998/13,000 Miles At Light Velocity
(1999)
Charlie est le troisième album du groupe Melt-Banana. Il s'agit du premier disque sorti sur leur label, A-Zap.
L'album est marqué par une évolution dans le style du groupe: les chansons, qui excédaient auparavant rarement la minute, sont globalement plus longues et le son devient moins agressif et bruitiste, tout en restant très énergique, notamment grâce à un travail de production plus soigné.
Charlie inclut l'apparition de plusieurs invités: William Winant, Gregg Turkington, ainsi que plusieurs membres du groupe Mr. Bungle. Au début de la chanson "Area 877 [Phoenix Mix]", le chanteur Mike Patton dit "MELT... BANANA!"; ce passage a été samplé par Melt-Banana sur plusieurs chansons, notamment "7.2 Seconds Flipping", "Brick Again" et la version de "Bad Gut Missed Fist" figurant sur leur album live MxBx 1998/13,000 Miles At Light Velocity.
Bien que n'ayant pas reçu d'accueil particulièrement enthousiaste, sa dynamique a amené certains critiques à comparer le son de l'album avec celui d'autres artistes emblématiques comme Atari Teenage Riot ou celui des Japonais de Boredoms ou Ruins.

## Pistes
1. Introduction for Charlie – 3 min 10 s
2. Circle-Jack (Chase the Magic Words, Lego Lego) – 2 min 39 s
3. Spathic!! – 2 min 29 s
4. Tapir's Flown Away – 2 min 36 s
5. F.D.C. for Short – 1 min 23 s
6. Taen Taen Taen (?) – 44 s
7. Cannot – 2 min 50 s
8. Area 877 [Phoenix Mix] – 1 min 41 s
9. Giggle on the Stretcher – 49 s
10. Section Eight – 3 min 49 s
11. Drug Store – 1 min 56 s
12. Stimulus for Revolting Virus – 2 min 00 s
13. Excess – 1 min 42 s
14. Chipped Zoo on the Wall, Wastes in the Sky... – 7 min 48 s

L'album inclut également un morceau caché sur le prégap du disque, disponible en effectuant un retour en arrière à partir de la première piste. Il s'agit d'une reprise de la chanson "Neat Neat Neat" de The Damned qui dure 2 min 14 s et est suivie d'une minute de slience.